# Paracophus sanctorum
Paracophus sanctorum är en insektsart som beskrevs av Theodore Huntington Hubbell 1972. Paracophus sanctorum ingår i släktet Paracophus och familjen syrsor. Inga underarter finns listade i Catalogue of Life.